# 요요기파
요요기파(일본어: 代々木派 요요기하[*])란 주로 1960년대-1970년대 일본 정치계에서 사용된 말로, 일본공산당과 그 집행부를 가리킨다. 일본공산당 당사(중앙위원회)가 요요기역 근처에 있었기 때문에 그렇게 부른다. 다만 당사 주소지는 요요기가 아니라 그 옆동네 센다가야다. 반댓말인 반요요기파(일본어: 反代々木派 한요요기하[*])는 일본 신좌파를 가리킨다.
"요요기파"라는 말은 일본공산당이 일본을 대표하는 공산당이 아니라, 일개 정파에 불과하다는 뉘앙스로, 주로 일본공산당과 대립관계에 있는 다른 좌익 정파들에 의해 멸칭으로 사용되었다. 예컨대 나카노 시게하루 등이 일본공산당에서 제명된 뒤 일본공산당 (일본의 소리)를 창당하고, 자신들을 제명한 일본공산당을 "일본공산당 (요요기파)"라고 괄호를 붙여가며 표기했다. 일본공산당에서 분당하여 "일본공산당"을 칭한 여러 정파들이 이런 식의 작명법을 가졌다.
유사 용어로 "요요기계(代々木系)"와 "반요요기계(反代々木系)"가 있다. 이는 주로 언론이나 경찰백서에서 일본공산당 계열과 반일본공산당 계열의 학생운동 세력을 구분하기 위해 사용한다. 이 경우 "요요기계"란 일본공산당 산하조직인 일본민주청년동맹을, "반요요기계"란 신좌파를 가리킨다.